# Telecinco 2
Telecinco 2 è stato un canale televisivo spagnolo, di ambito statale, operato per Gestevisión Telecinco (attualmente Mediaset Spagna Comunicazione). Il 18 maggio del 2009, il canale Telecinco 2 ha terminato le sue trasmissioni.

## Storia
Telecinco 2 ha avviato le sue emissioni il 18 febbraio del 2008, dopo una ristrutturazione dell'offerta di TDT di Gestevisión Telecinco. Ha sostituito Telecinco Sport e FDF Telecinco ha sostituito Telecinco Dos.
All'inizio, venivano trasmessi i notiziari di Eurosport, le repliche della Formula 1, nonché le dirette di Superbike ereditati da Telecinco Sport, alle quali vennero aggiunte alla programmazione le repliche dei telegiornali della catena madre, nonché i contenuti sociali di ONGs come Greenpeace, Amnesty International o Acnur.
Nel settembre del 2008, il palinsesto di Telecinco 2 ha incluso il Grande Fratello 10, comprese le dirette del canale 24 ore, nonché le repliche di programmi emessi nel canale principale, i giorni posteriori alla sua emissione, riducendo considerevolmente i notiziari di Eurosport.
Nel dicembre del 2008 il gruppo Telecinco ha firmato un accordo di collaborazione con Turner Broadcasting System dal quale sono state ereditate emissioni di varie serie infantili della produttrice statunitense, come Le Supernenas, Johnny Bravo, Ed, Edd e Eddy, Il laboratorio di Dexter, Molta Lotta o Tazmania. Queste serie venivano trasmesse nel canale Telecinco nel fine settimana, e in Telecinco 2 in orario di mattina e pomeriggio durante tutta la settimana. Poco dopo, queste serie sono state ereditate solamente dal canale Boing. 
Il 18 maggio del 2009 Telecinco 2 ha cambiato il suo nome in LaSiete, a seguito di un'azione di navigazione nel dial della TDT, come già ha fatto con altri canali come Vedo TV con il 7, Antenna 3 con Neox e Nova posizionandoli nell'8 e il 9.